# De kersentuin (toneelstuk)
De kersentuin (Russisch: Вишнёвый сад) is het laatste toneelstuk van de Russische schrijver Anton Tsjechov. Het stuk ging in première in het Moskouse Kunsttheater op 17 januari 1904, in een productie geregisseerd door Konstantin Stanislavski. 
Sinds de eerste opvoering in Moskou is het stuk wereldwijd in meerdere talen vertaald. Het staat tegenwoordig bekend als een klassieker. In vrijwel elke opvoering wordt het werk iets anders geïnterpreteerd. Enkele regisseurs die het stuk hebben geregisseerd zijn Charles Laughton, Peter Brook, Andrei Serban, Eva Le Gallienne, Jean-Louis Barrault, Tyrone Guthrie en Giorgio Strehler. 

## Thema's
Een van de hoofdthema's van het stuk is het effect dat sociale verandering op mensen heeft. De emancipatie van de horigen op 19 februari 1861 door Alexander II zorgde ervoor dat voormalige horigen rijkdom en status konden verwerven, terwijl sommige aristocraten verarmden en niet in staat waren om hun landgoederen te onderhouden zonder de goedkope arbeid van slavernij. Het effect van deze hervormingen was nog steeds voelbaar toen Tsjechov veertig jaar na de massa-emancipatie schreef

## Achtergrond
Tsjechov verwerkte enkele ervaringen uit zijn eigen leven in het stuk. Toen hij zestien jaar oud was, kwam zijn moeder in de schulden te staan bij een groep bouwvakkers die ze had ingehuurd om een klein huis te bouwen. Een voormalige kamerhuurder genaamd Gabriel Selivanov bood aan haar te helpen, maar kocht zo in het geheim zelf het huis. Deze gebeurtenis bleef Tsjechov altijd bij. Later in zijn leven ontwikkelde hij een interesse in tuinieren, en was geschokt door de vernielingen die de oprukkende industrie aanbracht aan de natuur. De titel van het stuk was vermoedelijk afgeleid van een kersentuin die zich op de boerderij van een jeugdvriend bevond, en waar Tsjechov in zijn jeugd geregeld kwam. 
Tsjechov schreef "De kersentuin" gedurende een periode van meerdere jaren, waarbij de ondertoon van het verhaal soms sterk veranderde. Hij had rond deze tijd ook te kampen met chronische tuberculose. Tsjechov hield de inhoud van zijn stuk lange tijd geheim, waaronder de titel. In de zomer van 1902 had hij nog altijd niets losgelaten over de inhoud van het toneelstuk. Alleen zijn vrouw Olga Knipper, die herstellende was van een miskraam, was op de hoogte van Tsjechovs werk. In oktober 1903 was het toneelstuk af, waarna Tsjechov het opstuurde naar het Moskous Kunsttheater. 
Tsjechov schreef het toneelstuk als een komedie, en het bevat enkele elementen van een klucht. Stanislavski stond er echter op dat het stuk zou worden opgevoerd als een drama. Derhalve heeft het toneelstuk een dubbele ondertoon. Tsjechov was zelf niet te spreken over wat Stanislavski met zijn stuk had gedaan. 
Op zaterdagavond 22 maart 1952 werd De kersentuin voor het eerst in het Nederlands opgevoerd, en wel in de productie van de Haagsche Comedie onder regie van Pjotr Sjarov (destijds gespeld als Peter Scharoff) in de Koninklijke Schouwburg. De recensies waren lovend.

## Plot

### Akte 1
Het stuk begint op een dag in mei in de kinderkamer van Lyubov Andreyevna Ranevskaya's huis in de provincies van Rusland, aan het begin van de 20e eeuw. Ranevskaya woont in Frankrijk sinds haar jonge zoon verdronk. Nadat ze zelfmoord had geprobeerd, hebben Ranevskaya's 17-jarige dochter Anya en Anya's gouvernante Charlotte Ivanovna haar naar huis gebracht naar Rusland, vergezeld door Yasha, Ranevskaya's bediende. Bij terugkomst worden ze opgewacht door Lopakhin, Dunyasha, Varya (die toezicht hield op het landgoed in Ranevskaya's afwezigheid), Ranevskaya's broer Gayev, Boris Simeonov-Pishchik, Semyon Yepikhodov en Firs.
Lopakhin is gekomen om Ranevskaya en Gayev eraan te herinneren dat hun landgoed, inclusief de kersenboomgaard, binnenkort zal worden geveild om de schulden van de familie af te betalen.  Hij stelt voor om het landgoed te redden door een deel ervan te laten ontwikkelen tot zomerhuisjes; hiervoor is echter de vernietiging van de kersenboomgaard nodig, die nationaal bekend staat om zijn omvang.
Ranevskaya geniet van het uitzicht op de boomgaard als de dag aanbreekt, wanneer ze verrast wordt door Peter Trofimov, een jonge student en voormalig tutor van Ranevskaya's overleden zoon, Grisha. Trofimov had erop aangedrongen Ranevskaya te zien bij haar terugkeer, en ze is verdrietig bij de herinnering aan deze tragedie. Nadat Ranevskaya zich voor de avond terugtrekt, bekent Anya aan Varya dat hun moeder zwaar in de schulden zit. Ze gaan allemaal naar bed in de hoop dat het landgoed gered zal worden en de kersenboomgaard behouden zal blijven. Trofimov staart de vertrekkende Anya aanbiddend na.

### Akte 2
Akte II speelt zich buiten af, bij de boomgaard. Yepikhodov en Yasha strijden om de genegenheid van Dunyasha door te zingen en gitaar te spelen, terwijl Charlotta een monoloog houdt over haar leven. In Act I werd onthuld dat Yepikhodov Dunyasha ten huwelijk vroeg met Pasen; ze is echter verliefd geworden op de meer "beschaafde" Yasha. Charlotta vertrekt zodat Dunyasha en Yasha wat tijd voor zichzelf kunnen hebben, maar dat wordt onderbroken wanneer ze hun werkgever horen aankomen. Yasha jaagt Dunyasha weg om te voorkomen dat ze betrapt wordt, en Ranevskaya, Gayev en Lopakhin verschijnen, opnieuw in gesprek over het onzekere lot van de kersenboomgaard. Al snel arriveren Anya, Varya en Trofimov ook. Lopakhin plaagt Trofimov omdat hij een eeuwige student is, en Trofimov omarmt zijn filosofie van werk en nuttig doel, tot vreugde en humor van iedereen in de buurt. Tijdens hun gesprekken komt er een onverzorgde bedelaar voorbij;  Ranevskaya geeft hem al haar geld, ondanks zijn protesten tegen Varya. Geschokt door de verstoring vertrekt de familie voor het avondeten. Anya blijft achter om met Trofimov te praten, die Varya afkeurt en Anya ervan verzekert dat ze 'boven de liefde staan'. Om Trofimov te imponeren zweert Anya het verleden achter zich te laten en een nieuw leven te beginnen. De twee vertrekken naar de rivier terwijl Varya op de achtergrond roept.

### Akte 3
Het is eind augustus en Ranevskaya's feest is aangebroken. Muzikanten spelen terwijl de familie en gasten drinken en zich vermaken. Het is ook de dag van de veiling; Gayev heeft een schamele hoeveelheid geld ontvangen van zijn tante en die van Ranevskaya, en de familieleden, ondanks de algemene vrolijkheid om hen heen, zijn angstig terwijl ze wachten op nieuws. Varya maakt zich zorgen over het betalen van de muzikanten en scheldt hun buurman Pishchik uit voor het drinken, Dunyasha voor het dansen en Yepikhodov voor het biljarten. Charlotta voert goocheltrucs uit. Ranevskaya scheldt Trofimov uit voor zijn plagerij van Varya, die hij "Madame Lopakhin" noemt. Ze dringt er vervolgens bij Varya op aan om met Lopakhin te trouwen, maar Varya weigert en herinnert haar eraan dat het Lopakhins plicht is om haar hand te vragen in het huwelijk, en niet andersom. Ze zegt dat als ze geld had, ze zo ver mogelijk zou verhuizen.  Alleen met Ranevskaja, Trofimov dringt erop aan dat ze eindelijk onder ogen ziet dat het huis en de boomgaard op een veiling verkocht zullen worden. Ranevskaja laat hem een telegram zien dat ze heeft ontvangen en onthult dat haar voormalige geliefde ziek is en haar heeft gesmeekt om terug te keren naar Parijs. Ze overweegt dit serieus, ondanks zijn wrede gedrag tegenover haar in het verleden. Trofimov is verbijsterd; ze ruziën over de aard van de liefde en hun respectievelijke ervaringen. Trofimov vertrekt, maar valt van de trap van het podium en wordt door de anderen naar binnen gedragen. Ranevskaja lacht en vergeeft hem voor zijn dwaasheid en de twee verzoenen zich. Anya komt binnen met een gerucht dat het landgoed is verkocht. Lopakhin arriveert met Gayev, beiden uitgeput van de reis en de gebeurtenissen van die dag. Gayev is afstandelijk en gaat naar bed zonder een woord te zeggen over de uitkomst van de veiling. Wanneer Ranevskaja vraagt wie het landgoed heeft gekocht, onthult Lopakhin dat hij de koper is en van plan is om de boomgaard om te hakken.  Ranevskaja is radeloos en klampt zich vast aan Anya, die haar ervan verzekert dat de toekomst nu beter zal zijn.

### Akte 4
Enkele weken later worden de bezittingen van de familie ingepakt terwijl de familie zich voorbereidt om het landgoed te verlaten. Trofimov komt binnen en hij en Lopakhin wisselen tegengestelde wereldbeelden uit. Lopakhin doet Varya geen aanzoek. Anya komt binnen en berispt Lopakhin omdat hij zijn werknemers heeft bevolen om de kersenboomgaard te kappen terwijl de familie er nog is; Lopakhin verontschuldigt zich en rent naar buiten om ze voorlopig tegen te houden, in de hoop dat hij op de een of andere manier met de familie verzoend zal worden. Charlotta komt binnen, verloren en verdwaasd, en dringt erop aan dat de familie een nieuwe baan voor haar vindt. Ranevskaya neemt afscheid van haar oude leven en vertrekt terwijl het huis voorgoed wordt afgesloten. In de duisternis dwaalt Firs de kamer binnen en ontdekt dat ze zonder hem zijn vertrokken en hem in het verlaten huis hebben gestopt om te sterven. Hij gaat liggen en berust in dit lot. Het geluid van bijlen die bomen omhakken is buiten het podium te horen.

## Personages
- Ljoebov (Ljoeba) Andrejevna Ranevskaja (Любовь Андреевна Раневская), de eigenaresse van het landgoed
- Anja (Аня), haar 17-jarige dochter
- Varja (Варя), Ranevskaja's 24-jarige pleegdochter
- Leonid Andrejevitsj Gajev (Леонид Андреевич Гаев), de broer van Ranevskaja
- Jermolaj Aleksejevitsj Lopachin (Ермолай Алексеевич Лопахин), zoon van een lijfeigene die zich heeft opgewerkt tot succesvol koopman
- Pjotr (Petja) Sergejevitsj Trofimov (Пётр Сергеевич Трофимов), student
- Boris Borisovitsj Simeonov-Pisjtsjik (Борис Борисович Симеонов-Пищик), naburige landeigenaar
- Charlotta Ivanovna (Шарлотта Ивановна; uitspraak: Sjarlotta Ivanovna), voormalige circusartieste en nu gouvernante van Anja
- Semjon Pantelejevitsj Jepichodov (Семён Пантелеевич Епиходов), Ranevskaja's boekhouder
- Doenjasja (Дуняша), Ranevskaja's dienstmeisje
- Firs (Фирс; uitspraak: Fiers), Ranevskaja's 87-jarige huisbediende
- Jasja (Яша), jonge huisbediende
- Een voorbijganger (ook vertaald als zwerver of landloper)
- Stationschef
- Postmeester
- Gasten, bedienden

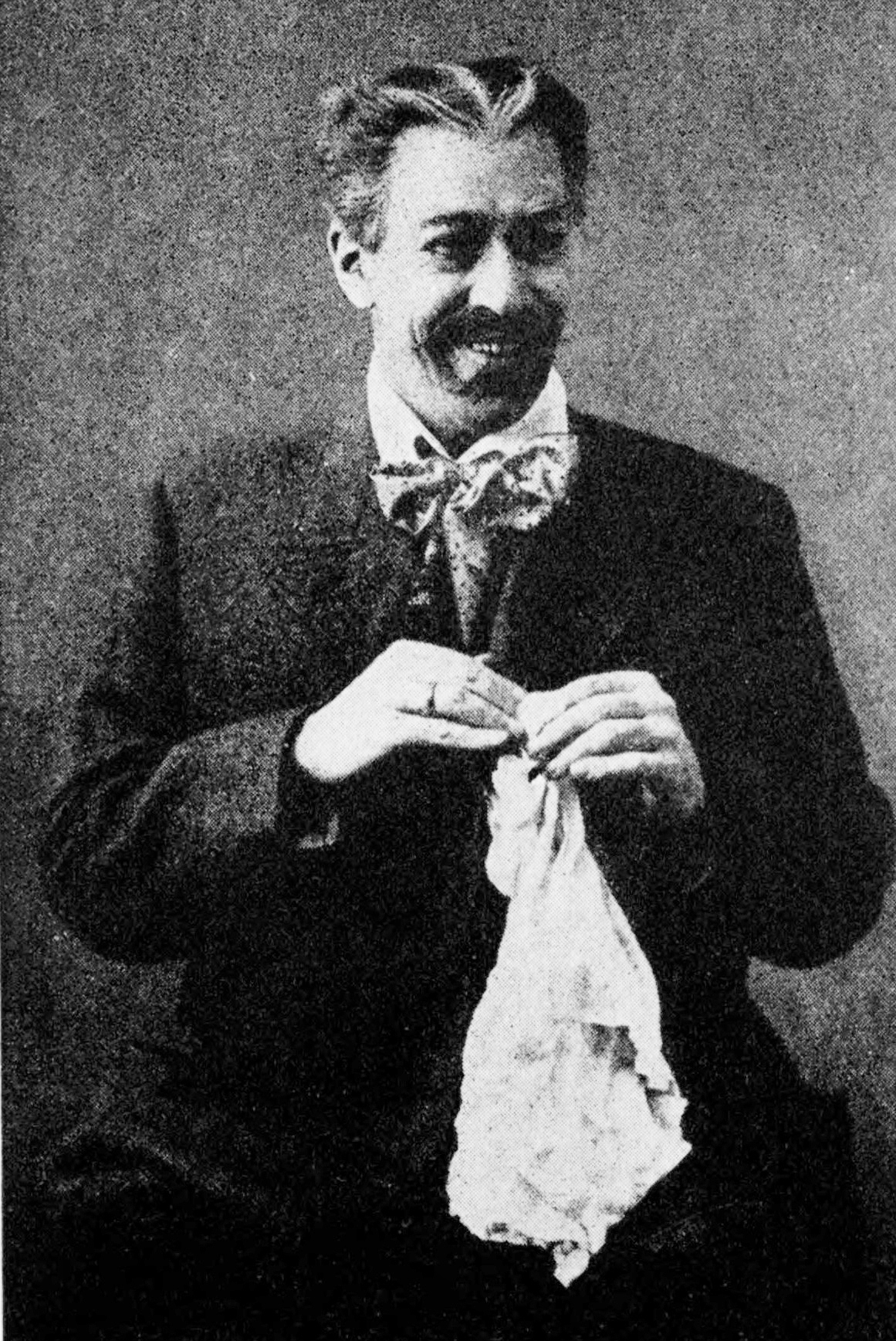
Konstantin Stanislavski als Gajev
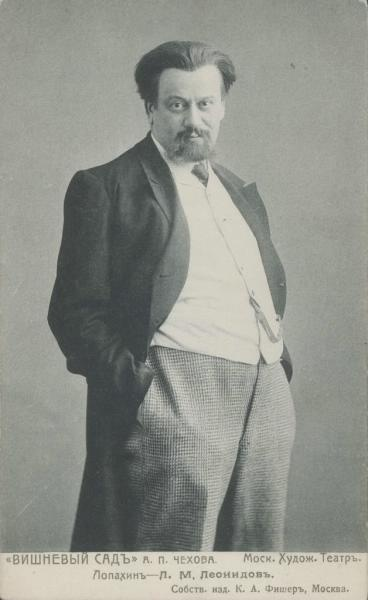
Leonid Leonidov in de rol van Lopachin
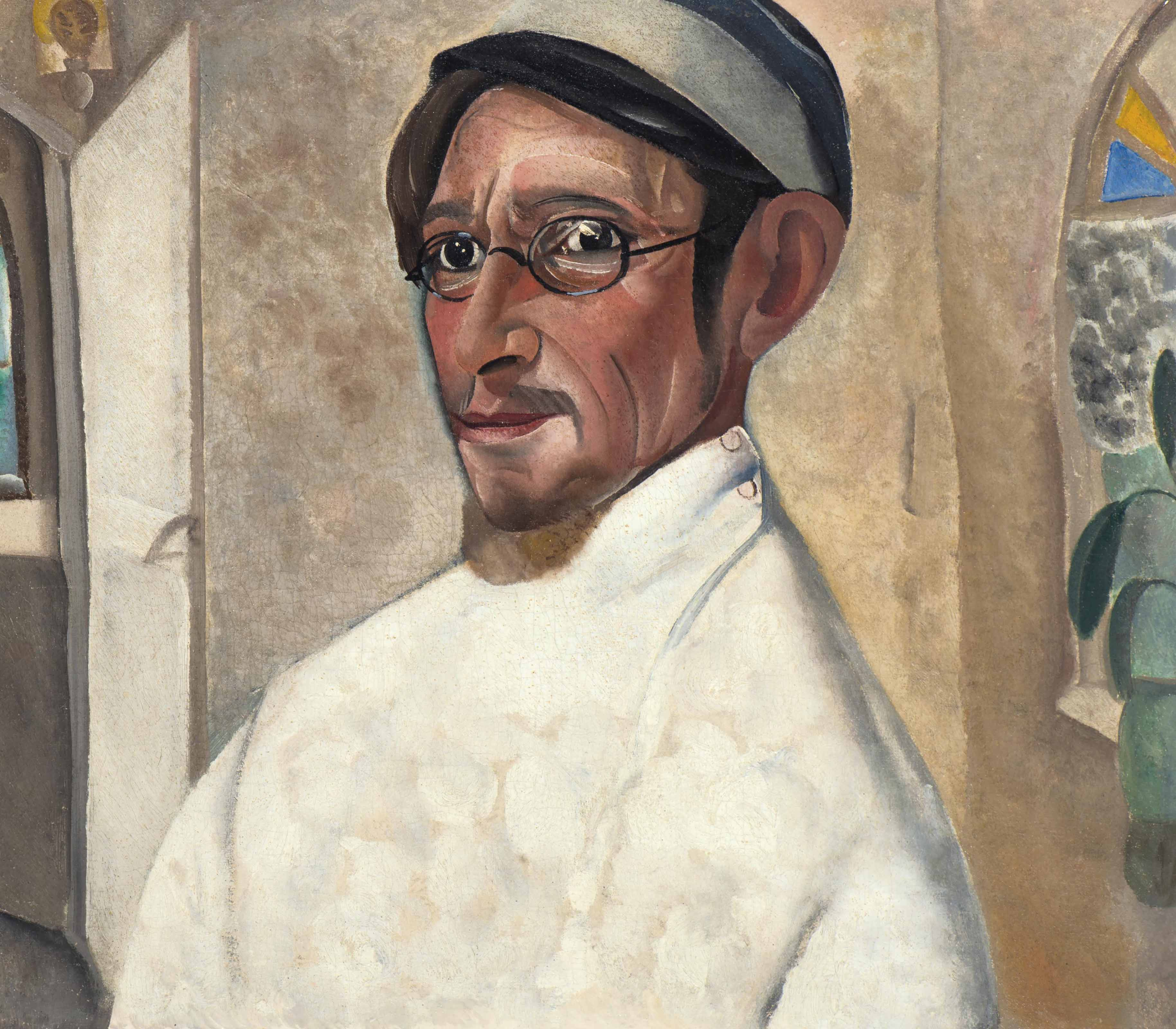
Boris Grigoriev (1886-1939), Portret van de acteur Nikolaj Podgorny in de rol van Pjotr Trofimov, 1923, olieverf op doek, 60,3 x 72,8 cm, privécollectie (Christie's)

## Verhaal

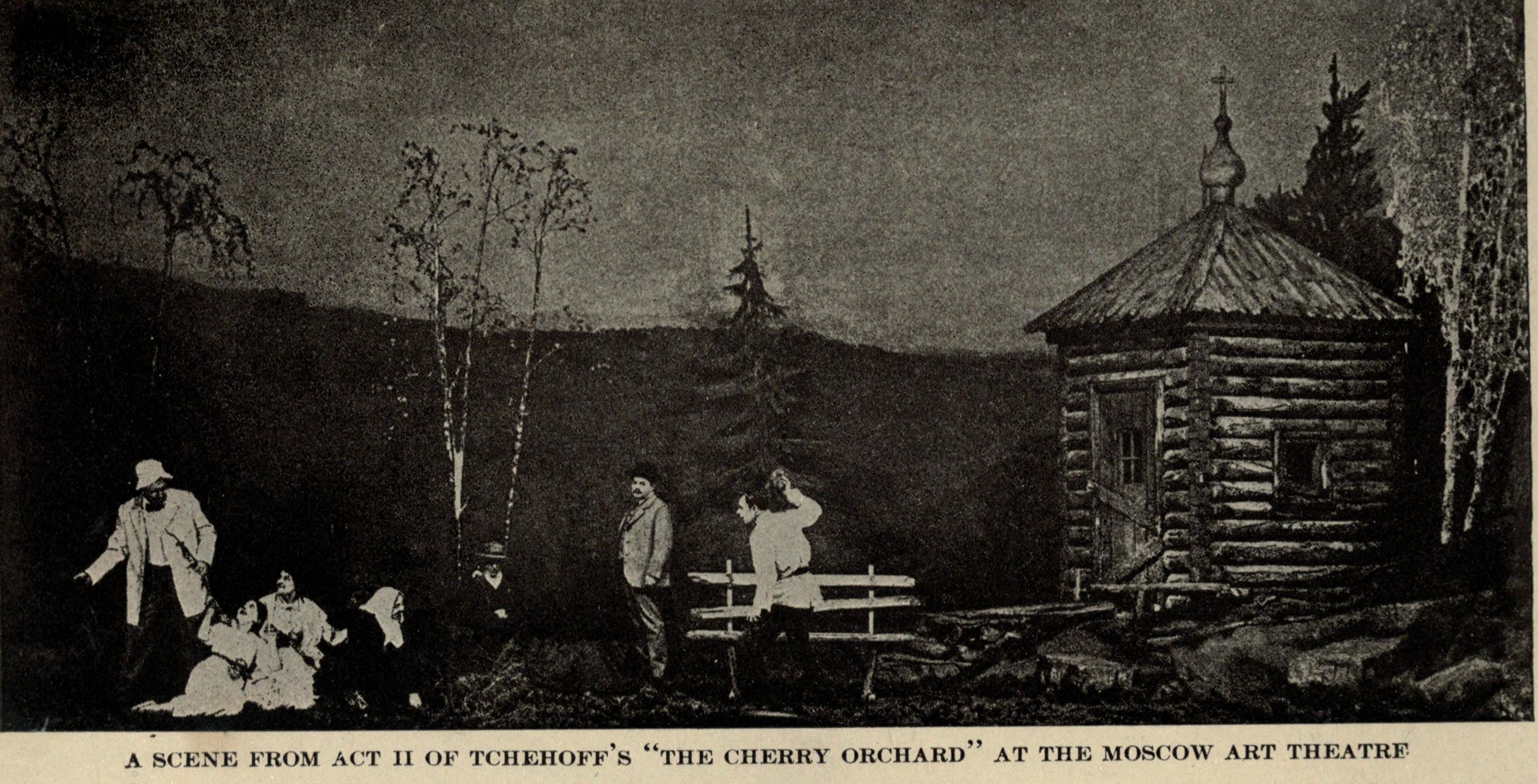
Scène uit het tweede bedrijf

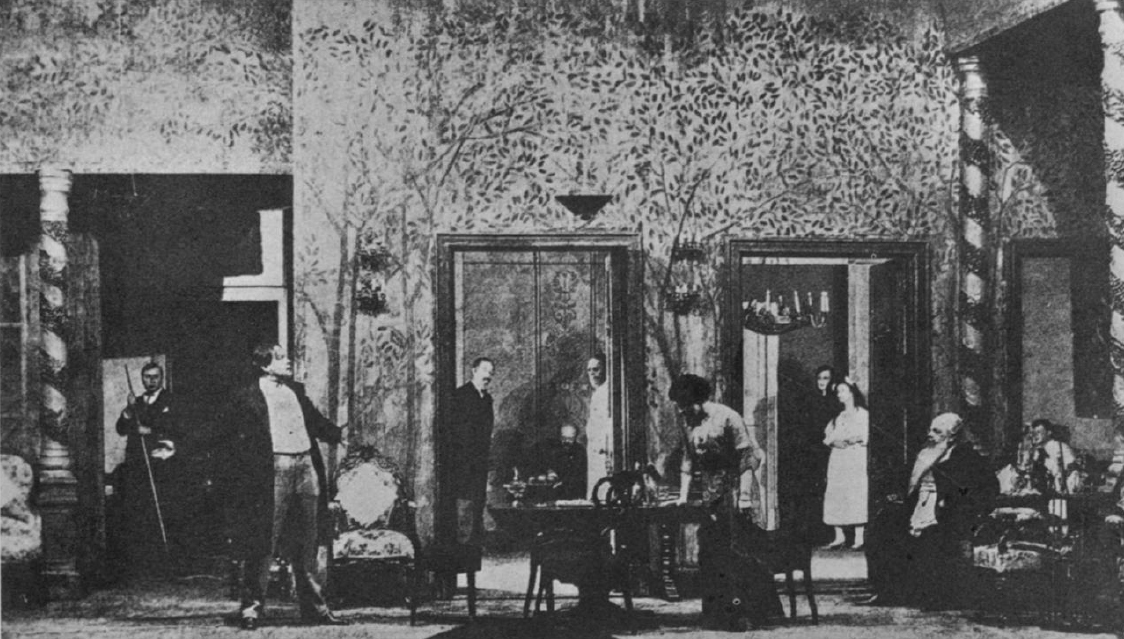
De climax van het derde bedrijf: Lopachin zegt dat hij de kersentuin heeft gekocht

Het stuk speelt zich af in het jaar 1900, in een Russisch landhuis dat omgeven is door een kersentuin. Anja, de dochter van de landeigenaar Ranevskaja, haalt haar moeder terug uit Parijs omdat ze inmiddels zo diep in de schulden zitten dat ze het huis per opbod moeten verkopen. Anja’s moeder was vijf jaar geleden met haar geliefde naar Parijs vertrokken nadat haar jonge zoon was verdronken in een nabijgelegen rivier. De broer van Ranevskaja, Gajev, kan ook niet met geld omgaan en heeft eveneens in Parijs al zijn geld verloren.
Redding komt wanneer een rijke koopman genaamd Lopakhin voorstelt om datsja’s te bouwen op het landgoed, zodat er in de zomer gasten kunnen verblijven tegen betaling. Hij wil hiervoor de volgens hem nutteloze kersentuin verbouwen. Deze tuin is echter het kenmerk van het landgoed. De enige andere oplossing is als Varja, de pleegdochter van het gezin, met Lopakhin zou trouwen, maar dat plan blijkt niet uitvoerbaar.
In de rest van het stuk proberen verschillende personages de kersentuin te redden, maar zonder succes. Aan het eind geeft Ranevskaja een groot feest, maar op de achtergrond is te horen hoe de kersentuin gekapt wordt. Een voor een vertrekken de personages van het landgoed om elders een nieuw leven op te bouwen. Alleen de oude bediende Firs blijft achter.

## Thema’s
Een van de grootste thema's in het stuk is het effect dat sociale verandering heeft op mensen. Ook worden duidelijke contrasten getoond tussen de verschillende bevolkingsgroepen. De koopman Lopachin is in het stuk een van de rijkste personages, maar hij komt uit een lage sociale klasse. Ranevskaja is in het stuk de symbolisering van de oude aristocratie, die niet kan wennen aan de veranderingen die Rusland ondergaat. Ze leeft voortdurend in een illusie van het verleden. 

## Nederlandse vertalingen
- Aleida Schot: Anton Tsjechof, Oom Waanja. De drie zusters. De kersenbongerd, Utrecht, Het Spectrum, 1953
- Charles B. Timmer: Anton P. Tsjechow, Verzamelde werken VI. Toneel, Amsterdam, G.A. van Oorschot, 1956
- Chiem van Houweninge & Ton Lutz: Anton P. Tsjechow, 'n Meeuw. Oom Wanja. Drie zusters. De kersentuin, International Theatre Bookshop, 1989
- Marja Wiebes & Yolanda Bloemen: A.P. Tsjechov, Verzamelde Werken VI. Toneel, Amsterdam, G.A. van Oorschot, 2013
- G.C. Zilverschoon. A.P. Tsjechov, De kersenboomgaard, Breda, Papieren Tijger, 2014.